# Klaus Badelt

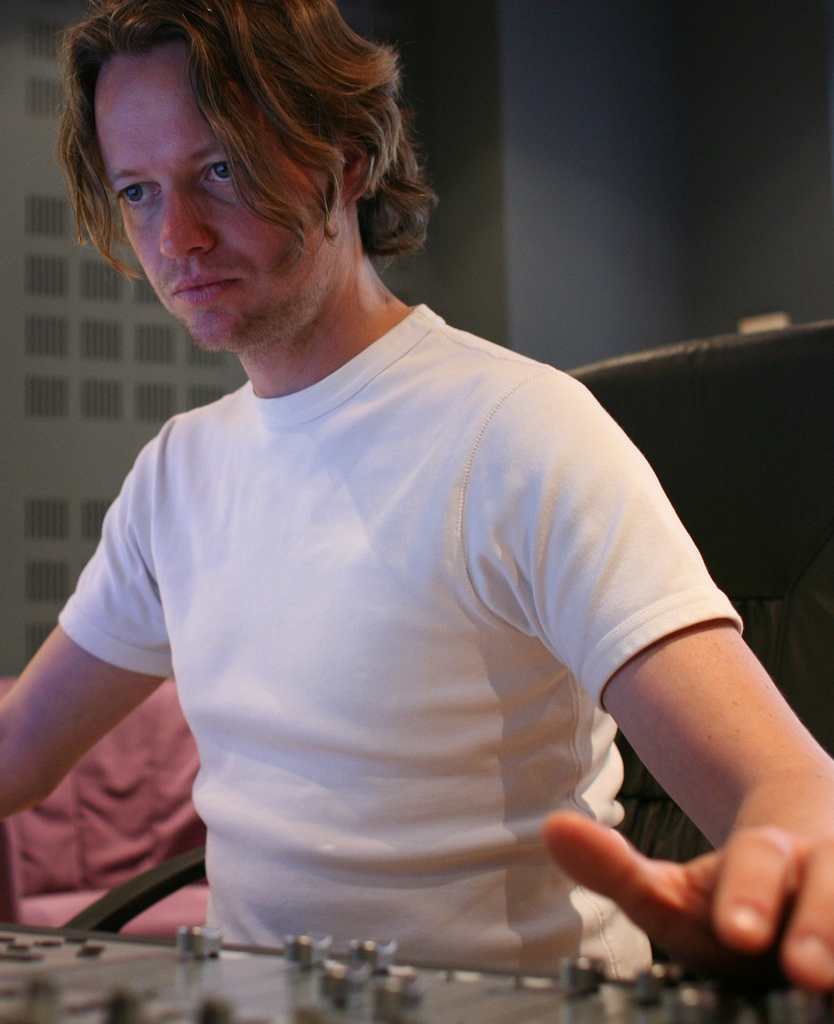
Klaus Badelt (2007)

Klaus Badelt (* 12. Juni 1967 in Frankfurt am Main) ist ein deutscher Komponist, der auf Fernseh- und Filmmusik spezialisiert ist.

## Leben und Karriere
Badelt wuchs in Bad Bodendorf auf und besuchte das Rhein-Gymnasium Sinzig. 1989 war er Mitgründer der concept-computer GmbH in Bad Breisig, die er 1992 verließ, um sich ganz seiner Musik zu widmen.
Er begann seine Karriere mit Musik für Werbespots und Videospiele in Mannheim und hatte Erfolge mit der Musik zur Fernsehserie Peter Strohm und einigen Tatort-Folgen. 1997 begann er bei Hans Zimmer ein Praktikum in dessen Studio Mediaventures in Kalifornien und arbeitete an mehreren Kinofilmen mit ihm zusammen (z. B. Gladiator, Hannibal, Fluch der Karibik).
Den Durchbruch schaffte er mit dem Film The Time Machine. Sein Studio trägt den Namen Wunderhorn Music. Sein bekanntestes und meistgespieltes Werk ist der erste Film der Reihe Fluch der Karibik. Die Motive stammen von Hans Zimmer. Da dieser aber zu dem Zeitpunkt vertraglich verpflichtet war, nur an The Last Samurai zu arbeiten, sprang Badelt, der Mitarbeiter von Zimmer war, ein und baute die von Zimmer geschriebenen Stücke aus.  
Er schrieb auch die Musik für die Abschlusszeremonien bei den Olympischen Spielen 2008 in Peking.

## Diskografie
- 2006: He’s a Pirate (Curse Of The Black Pearl) (DE: Gold, US: Gold)

## Soundtracks für Filme
- 1998: Der Eisbär
- 1998: Tatort – Der zweite Mann
- 2000: Gladiator (mit Hans Zimmer und Lisa Gerrard)
- 2001: Extreme Days
- 2001: Invincible (mit Hans Zimmer)
- 2001: Das Versprechen (The Pledge, mit Hans Zimmer)
- 2002: Equilibrium
- 2002: K-19 – Showdown in der Tiefe (K-19: The Widowmaker)
- 2002: Teknolust
- 2002: The Time Machine
- 2003: Manfast
- 2003: Basic – Hinter jeder Lüge eine Wahrheit (Basic)
- 2003: Der Einsatz (The Recruit)
- 2003: Fluch der Karibik (Pirates of the Caribbean: The Curse of the Black Pearl) (UK: Silber)
- 2003: Gesetzlos – Die Geschichte des Ned Kelly (Ned Kelly)
- 2004: Catwoman
- 2005: Constantine (mit Brian Tyler)
- 2005: Wu Ji – Die Reiter der Winde (Wújí)
- 2006: 16 Blocks
- 2006: Miami Vice
- 2006: Poseidon
- 2006: Rescue Dawn
- 2006: Ultraviolet
- 2007: Skid Row
- 2007: Redline
- 2007: Die Vorahnung (Premonition)
- 2007: TMNT – Teenage Mutant Ninja Turtles (TMNT)
- 2008: Killshot
- 2008: Ohne Schuld (Pour elle)
- 2008: Die Drachenjäger – Der Film (Chasseurs de dragons)
- 2008: Die Jagd nach dem Schatz der Nibelungen (Fernsehfilm)
- 2008: Starship Troopers 3: Marauder
- 2009: Solomon Kane
- 2009: Der kleine Nick (Le Petit Nicolas)
- 2010: Die Jagd nach der Heiligen Lanze (Fernsehfilm)
- 2010: 22 Bullets (L’Immortel)
- 2010: Der letzte Gentleman (The Extra Man)
- 2010: Valentine
- 2010: Dylan Dog (Dylan Dog: Dead of Night)
- 2010: Shanghai
- 2010: Der Auftragslover (L’arnacœur)
- 2010: Small World (Je n’ai rien oublié)
- 2010: Point Blank – Aus kurzer Distanz (À bout portant)
- 2010: Wolfsbrüder (Entrelobos)
- 2011: Rebellion (L’ordre et la morale)
- 2011: Marco W. – 247 Tage im türkischen Gefängnis
- 2011: Der Krieg der Knöpfe (La guerre des boutons)
- 2012: Asterix & Obelix – Im Auftrag ihrer Majestät (Astérix et Obélix: Au Service de Sa Majesté)
- 2012: Der Nächste, bitte! (Un plan parfait)
- 2014: Super-Hypochonder (Supercondriaque)
- 2014: Lieber Weihnachtsmann (Le père Noël)
- 2015: Königin der Wüste (Queen of the Desert)
- 2016: Ballerina
- 2016: The Warriors Gate
- 2016: Nichts zu verschenken (Radin !)
- 2017: Kûkai (Legend of the Demon Cat)

## Soundtracks für Events
- 2008: Abschlussfeier der Olympischen Spiele Peking 2008